# Koelwater
Koelwater is water dat dient om iets te koelen. Daarbij verwarmt het water of verdampt het. Het is een specifiek voorbeeld van een koelmiddel. Voorbeelden zijn koelwater in een motor of de koeltoren van een elektriciteitscentrale.
Om 1 kilogram (= 1 liter) zuiver water 1 graad Celsius te verwarmen is 1 kilocalorie nodig. Dit is gelijk aan 4,19 kilojoule energie. Dit is een relatief grote warmtecapaciteit, wat water erg geschikt maakt als koelvloeistof voor motoren of het beheersen van andere processen. Meestal wordt water gebruikt in een systeem waar de warmte via een warmtewisselaar wordt overgedragen aan het koelmedium (veelal water).
Er zijn ook processen waar water aan de reactie wordt toegevoegd teneinde de temperatuur te beheersen. Een voorbeeld is de koeltoren van een elektriciteitscentrale; hierin zet de overtollige warmte water om in stoom. Om 1 kilogram water om te zetten in stoom is 2257,9 kJ nodig. De in dit artikel genoemde waarden gelden bij een absolute druk van 1 bar waarbij de overgangstemperatuur van vloeistof naar gas exact 100°C bedraagt.
Aan koelwater worden veelal additieven toegevoegd. Zo zorgt antivries ervoor dat het vriespunt wordt verlaagd. Er zijn soms ook middelen om de groei van algen te beletten, om zuurstof in het water te binden en om corrosie te verminderen. Voor koelwater wordt soms ook gedemineraliseerd water of gedestilleerd water gebruikt om afzetting van ketelsteen te voorkomen omdat kalkafzetting de warmteoverdracht belemmert. 